# Gare d’Hangest
Gare d’Hangest vasútállomás Franciaországban, Hangest-sur-Somme településen.

## Vasútvonalak
Az állomást az alábbi vasútvonalak érintik:
- Longueau–Boulogne-vasútvonal

## Kapcsolódó állomások
A vasútállomáshoz az alábbi állomások vannak a legközelebb:
- Gare de Longpré-les-Corps-Saints
- Gare de Picquigny